# 松阪市立久保中学校
松阪市立久保中学校（まつさかしりつ くぼちゅうがっこう）は、三重県松阪市垣鼻町にある公立中学校。

## 交通
- 近鉄山田線「東松阪駅」より徒歩約10分[1]

## 出身者
- 岡林飛翔 - （元プロ野球選手・広島東洋カープ）
- 岡林勇希 - （プロ野球選手・中日ドラゴンズ）[2]
- 玉井希絵 - 女子ラグビー 15人制日本代表
- 村田怜音- (プロ野球選手・埼玉西武ライオンズ)